# Metropolitan Transportation Authority

MTA:s logotyp.

Metropolitan Transport Authority (MTA) är ett amerikanskt offentligägt företag i delstaten New York som bedriver driften av bussar, tunnelbanan och pendeltåg i New York, omgivande countyn i storstadsområdet i delstaten samt även i två counties i Connecticut på kontrakt av Connecticuts transportdepartement.
Över 11 miljoner resor hanteras varje dag samt de 800 000 fordon som passerar statens broar och tunnlar.
Metropolitan Transportation Authority bildades 1965 genom en lag, Metropolitan Transportation Authority Act, stiftad av New Yorks lagstiftande församling och promulgerad av New Yorks guvernör.